# Operation Cherryblossom
Amerikanische Phase

1943

Treasury-Inseln –
Choiseul –
Torokina I –
Kaiserin-Augusta-Bucht –
Koromokina-Lagune –
Piva Trail –
Coconut Grove –
Piva Forks –
Kap St. George –
Koiari –

Hellzapoppin Ridge/Hügel 600A 

1944

Green Islands 

Torokina II 

Australische Phase

Pearl Ridge 

1945

Tsimba Ridge –
Slater’s Knoll –
Hongorai –
Porton Plantage –
Ratsua
Südliche Salomonen

1942

Tulagi –
Guadalcanal

1943

Operation I –
Operation Vengeance –
Operation SO und SE
Zentral-Salomonen

1943

New Georgia –
Kula-Golf –
Kolombangara –
Vella-Golf –
Dogeared –
Vella Lavella –
Operation SE
Nördliche Salomonen

1943–1945

Treasury-Inseln –
Choiseul –
Kaiserin-Augusta-Bucht –
Bougainville –
Green Islands
Die Operation Cherryblossom, auch bekannt unter Landung am Kap Torokina, fand zu Beginn der Bougainville-Kampagne im Pazifikkrieg während des Zweiten Weltkriegs statt.
Am 1. November 1943 begannen die amphibischen Landungen des I. Marine Amphibious Corps unter dem Oberbefehl von Generalleutnant Alexander A. Vandegrift in der Kaiserin-Augusta-Bucht am Kap Torokina.

## Vorgeschichte
Nach der japanischen Landung bei Rabaul am 22./23. Januar 1942 war die Stadt von der japanischen Armee und der japanischen Marine mit ihrer Operation RO ((ろ 号作戦) Ro-gō sakusen) zu einer starken Festung ausgebaut worden. Während der Schlacht um Guadalcanal war Rabaul die japanische Hauptnachschubbasis für Soldaten und Material.
Als die Kämpfe auf Guadalcanal beendet waren, begannen die US-Streitkräfte, unterstützt durch australische und neuseeländische Streitkräfte, mit weiteren Landungen auf anderen Inseln der Salomonen mit ihrer Operation Cartwheel, deren Ziel es war, einen Angriff auf das befestigte Rabaul überflüssig zu machen, indem diese Basis isoliert und damit neutralisiert wurde. Die Alliierten begannen mit Luftangriffen auf den Schiffsverkehr um Bougainville, bei denen zahlreiche Schiffe versenkt wurden und am 18. April 1943 der Oberbefehlshaber der Kaiserlich Japanischen Marine Admiral Yamamoto Isoroku durch einen gezielten Angriff von 16 P-38 Lightning Jägern von Henderson Field auf Guadalcanal auf sein Transportflugzeug getötet wurde.

## Hintergrund
Bougainville liegt am nordwestlichen Ende der Inselkette der Salomonen. Durch ihre Lage südöstlich von Neubritannien, bot die Insel den Alliierten eine Möglichkeit, sich dem japanischen Stützpunkt Rabaul zu nähern. Die Isolation dieser Basis war das erklärte Ziel der Operation Cartwheel. Durch die Einnahme von Bougainville konnten die Alliierten vorgeschobene Flugplätze schaffen, um Rabaul anzugreifen und sie hatten in der Kaiserin-Augusta-Bucht Ankerplätze für Versorgungsschiffe.

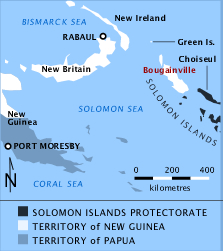
Lage von Bougainville. Kap Torokina auf der Westseite, etwa in der Mitte der Insel.

Die Japaner hatten Bougainville im Frühjahr 1942 in ihrer Operation BO erobert und hatten mehrere Flugplätze auf der Insel angelegt, bei Buka, bei Kahili, Kieta und auf der Halbinsel Bonis. Von dort aus rückten die Japaner bis nach Guadalcanal vor, um die Verbindung zwischen den USA und Australien zu stören. Die militärischen Aktivitäten der japanischen Truppen auf und um Bougainville wurden durch eine kleine Gruppe alliierter Küstenbeobachter überwacht, die auch Informationen von der einheimischen Bevölkerung erhielten. Als die Schlacht um Guadalcanal im Januar 1943 zugunsten der Alliierten endete, versuchten die Japaner ihre Position auf Bougainville zu festigen und die US Navy evakuierte die Küstenbeobachter mit U-Booten.
Ursprünglich hatten die Alliierten geplant, die Insel Choiseul am Nordende vom New-Georgia-Archipel, die Shortland-Inseln an der Südküste Bougainvilles und den japanischen Luftstützpunkt Kahili am Südende von Bougainville einzunehmen. Allerdings zwang sie der erbitterte Widerstand der japanischen Streitkräfte in der Schlacht um Munda Point zum Umdenken. Im Vorfeld der Schlacht um Vella Lavella, war eine letztendlich erfolgreiche, strategische Entscheidung getroffen worden, eine große Konzentration japanischer Truppen auf der Insel Kolombangara zwischen Guadalcanal und Vella Lavella zu umgehen. Die Shortland-Inseln und Kahili sollten umgangen werden und eine Basis mit einem Luftwaffenstützpunkt auf Bougainville errichtet werden, von dem aus Luftangriffe auf Rabaul durchgeführt werden konnten. Nach diesem Plan sollte Choiseul nicht eingenommen, aber heftig von der Luft aus attackiert werden, um die japanischen Kräfte von Bougainville abzulenken. Die Landeoperation auf Bougainville wurde von den Alliierten „Cherryblossom“ genannt.
Die Informationen, die die alliierten Streitkräfte von den Küstenwächtern hatten, besagten, dass es wenig brauchbare Landepunkte auf Bougainville gab. Die besten Voraussetzungen gab es in der Kaiserin-Augusta-Bucht um das Kap Torokina an der Westküste. Dort war die Bodenbeschaffenheit zwar alles andere als ideal für den Bau von Flugplätzen, denn sie bestand hauptsächlich aus Sumpf und es würde einen erheblichen Aufwand bedeuten, dort so etwas zu bauen. Der Standort hatte jedoch den Vorteil, weit weg von den wichtigsten japanischen Truppenkonzentrationen um Buka und Buin im Norden und Süden der Insel zu sein, was den alliierten Truppen helfen würde, einen langwierigen Kampf zu vermeiden und gleichzeitig die Neutralisierung der japanischen Flugplätze zu ermöglichen. Die alliierten Planer rechneten damit, dass es die japanischen Streitkräfte wegen des Terrains und der Entfernung drei Monate kosten würde, von ihren Basen aus einen Gegenangriff zu starten. Und wenn sie es taten, wäre Torokina eine ausgezeichnete Verteidigungsposition, die mit den verfügbaren Truppen gehalten werden könnte. Der Brückenkopf wurde durch natürliche Hindernisse begrenzt, die Flüsse Laruna und Torokina und die Berge.

## Streitkräfte

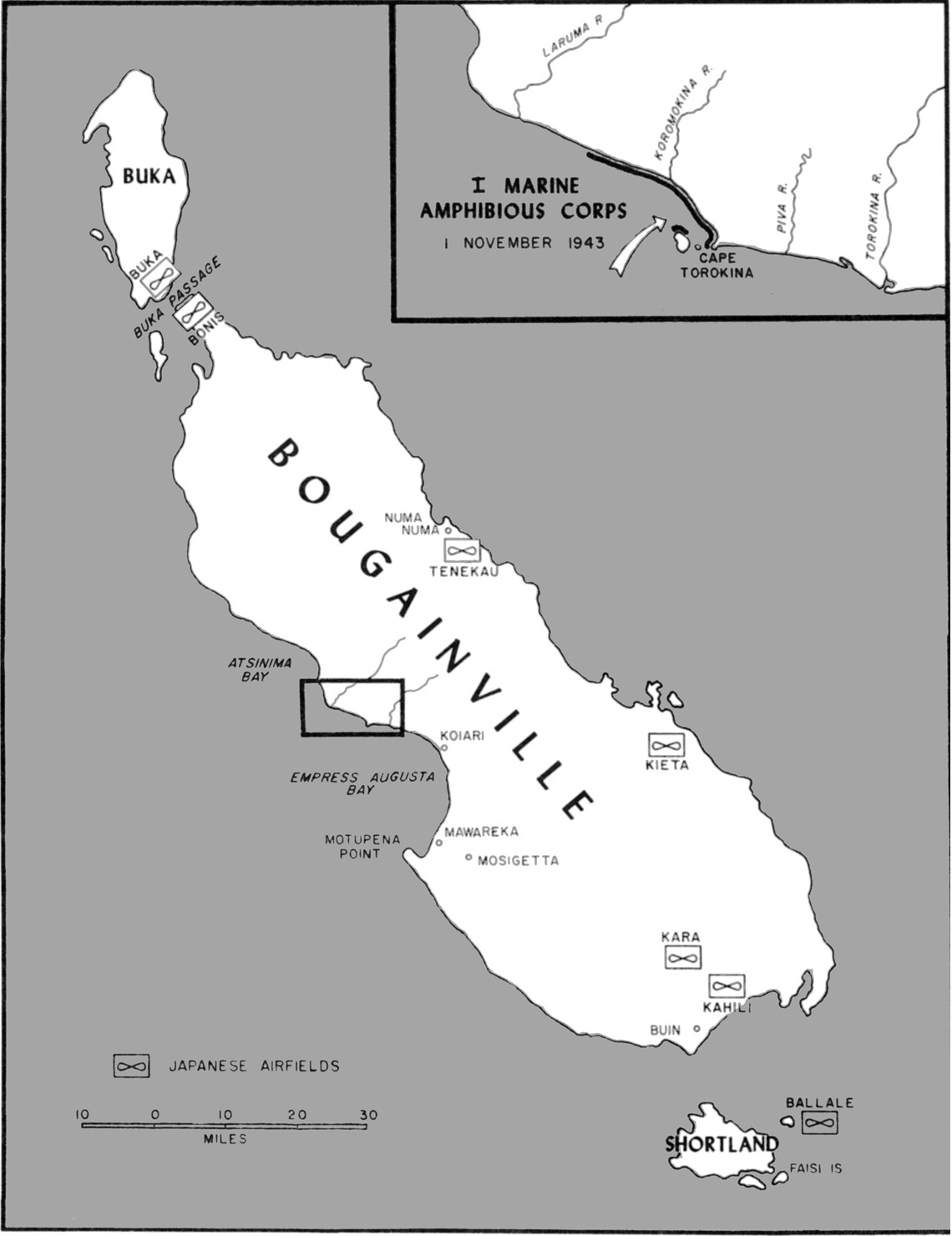
Karte von Bougainville. Kap Torokina ist auf der Westseite. Japanische Flugplätze sind durch die Propellersymbole gekennzeichnet.

### Japan
Die japanischen Streitkräfte, die Bougainville verteidigten, gehörten zu General Harukichi Hyakutakes 17. Armee, die hauptsächlich aus der erfahrenen 6. Division unter Generalleutnant Masatane Kanda bestand. Außerdem sollten Teile der 17. Division Mitte November die Streitkräfte in Nord Bougainville verstärken. Sie spielten allerdings keine Rolle bei der Landung bei Kap Torokina. Alle Truppen auf Bougainville gehörten zur 8. Regionalarmee, unter General Imamura Hitoshi in Rabaul. Die Seestreitkräfte bei den Salomonen bestand aus der 8. Flotte der Kaiserlich Japanischen Marine unter Vizeadmiral Samejima Tomoshige.
Hauptsächlich konzentrierten sich die japanischen Truppen im Südteil der Insel, ca. 17.000 Mann, 5.000 waren im Bereich Buka im Norden, 5.000 um Kieta an der Ostküste, 5.000 bis 6.000 auf den Shortland-Inseln, 3.000 in der Umgebung von Ballalae und etwa 1.000 Mann bei Mosigetta, das sich rund 19 Kilometer entfernt von der Kaiserin-Augusta-Bucht in Richtung Inland befand. Rund 20.000 Mann der japanischen Marine waren im Süden von Bougainville stationiert, wo sie die 8. Flotte unter Vizeadmiral Tomoshige Samejima bildeten. Diese Schätzungen basierten auf Ultra-Auswertungen, erbeuteten Unterlagen und den Aussagen von Kriegsgefangenen. Untersuchungen nach Kriegsende zeigten, dass die alliierten Schätzungen recht genau waren.
Es gab 18 versteckte Pillboxen in der Landezone, diese waren aber nicht alle bemannt. Die Truppen in der direkten Umgebung von Kap Torokina zählten 270 Mann, hauptsächlich aus einer Kompanie des 1. Bataillons des 23. Infanterieregiments. Die Artillerie bestand aus einer 75 mm Feldkanone, die in einem Holzbunker stand, der von unterstützenden Bunkern und Gräben umgeben war. Jeder Bunker hatte außerdem noch zwei Maschinengewehre, um sich gegenseitig unterstützen zu können. Außerdem lagen noch kleinere Abteilungen auf Torokina Island und Puruata Island, zwei Inseln vor der Küste. Diese Truppen hatten Kap Torokina wenige Wochen vor der Landung besetzt.
Es gab sechs japanische Flugplätze auf Bougainville, die sich im Norden, im Süden und entlang der Ostküste befanden. Durch alliierte Luftoperationen waren diese Stützpunkte auf Bougainville stark in Mitleidenschaft gezogen worden, deshalb waren die Flugzeuge der 11. Luftflotte der japanischen Marine im Oktober nach Rabaul zurückgezogen worden. Ungefähr 200 Flugzeuge der 11. Luftflotte waren bei der Landung bei Kap Torokina um Rabaul herum stationiert. Weitere 173 Trägerflugzeuge sollten Ende Oktober ankommen, um an der Operation RO teilzunehmen. Die Trägerflugzeuge erreichten Rabaul am 1. und 2. November, zu spät, um während der ersten Tage der Landung einzugreifen. Am ersten Tag waren es nur 120. Danach behinderten schwere US-Luftangriffe auf Rabaul, die bis Mitte November fortgesetzt wurden, ein wirksames Eingreifen.

### Alliierte
Die Invasion auf Bougainville lag in der Verantwortung von Admiral William F. Halsey, dem Befehlshaber im Südpazifik. Die Landungen selbst fanden unter dem Oberbefehl von Konteradmiral Theodore Stark Wilkinson, dem Kommandeur der III. Amphibischen Kampfgruppe, zusammen mit Generalleutnant Alexander Vandegrift dem Kommandeur der III. Marine Expeditionary Force statt. Eskortiert von 11 Zerstörern der Desron (Destroyer Squadron) 45 und mehreren Minensuchern wurde die verstärkte 3. US Marine Division auf 8 Transportern nach Bougainville gebracht, um die Landung als ihre erste Kampfhandlung durchzuführen. Für die Deckung aus der Luft sorgten Flugzeuge der US-Luftwaffe, der US Marine, des US-Marinekorps und der Neuseeländischen Luftwaffe.

## Auftakt

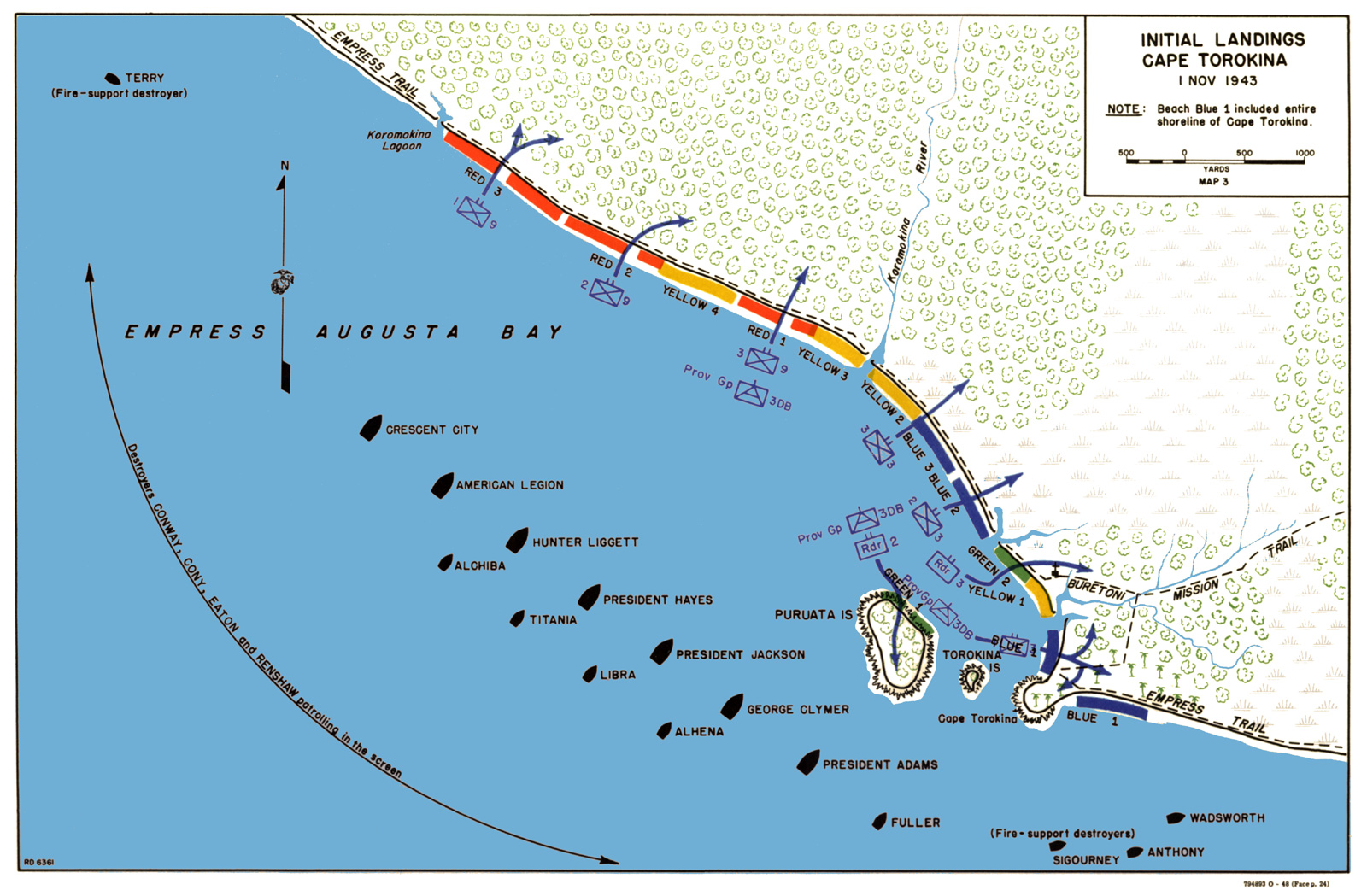
Landungsstellen bei Kap Torokina

Im August 1943 begannen die Alliierten Informationen über die Disposition der japanischen Truppen und die geographischen Gegebenheiten der Insel zu sammeln. Personal aus den USA und aus Australien wurden mit Booten, U-Booten und auch Wasserflugzeugen abgesetzt, um diese Informationen, unter anderem durch Befragung von Einheimischen zu bekommen. Auch Luftaufklärung wurde über Bougainville geflogen.
In dem Monat vor den Landungen flogen alliierte Luftstreitkräfte 3.200 Einsätze gegen japanische Flugplätze, um den japanischen Streitkräften die Möglichkeit zu nehmen, die Landungen aus der Luft zu stören. Am Tag der Landung bombardierte die Task Force 39 mit der 12. Kreuzer-Div. mit Montpelier, Cleveland, Columbia, Denver und dem Zerstörergeschwader Desron 23 mit Charles Ausburne, Dyson, Stanly, Claxton, Spence, Thatcher, Converse, Foote unter Konteradmiral Aaron S. Merrill die Flugplätze um Buka und der Halbinsel Bonis. Um die Aufmerksamkeit der Japaner von Kap Torokina abzulenken, wurden auch die Shortland-Inseln beschossen.
In den Tagen vor der Landung bei Kap Torokina wurden die Treasury Islands durch neuseeländische und US-amerikanische Truppen besetzt (→ Operation Goodtime), zum Ersten um die Ankerplätze in der Bucht vor dem Landungsbereich zu sichern und zum Zweiten um eine Radarstation zur Unterstützung der Luftoperationen zu errichten. Ein Bataillon des 1. Marine-Fallschirmjäger-Regiments landeten als Ablenkung auf der Insel Choiseul (→ Operation Blissful). Als Antwort darauf sandten die Japaner beträchtliche Verstärkungen auf die Insel und schwächten damit die Truppen auf Bougainville.

## Die Landung
Die drei Transportabteilungen begannen sich Ende Oktober an verschiedenen Orten zu bilden: Transdiv „A“ auf Espiritu Santo, Transdiv „B“ auf Guadalcanal und Transdiv „C“ auf Efate. Zwischen dem 28. und 30. Oktober wurden an jedem Ort Truppen eingeschifft und um ihre Absichten zu verbergen, wurden von jeder Division unterschiedliche Routen eingeschlagen. Am Morgen des 31. Oktober trafen sich die drei Divisionen auf See und begannen ihre Annäherung an Bougainville vom Südwesten der Salomonen. Um die japanische Luftaufklärung zu verwirren, nahm der Konvoi bis zum Einbruch der Nacht einen Kurs in Richtung der Shortland-Inseln. Es stellte sich heraus, dass die vorhandenen Vorkriegskarten von Bougainville ziemlich ungenau waren und auch die Luftaufklärung und die Informationen durch U-Boot Patrouillen nicht sehr geholfen hatten. Die Karten zeigten auch keine Einzelheiten über Unterwasserhindernisse und so liefen einige Schiffe auf Untiefen.

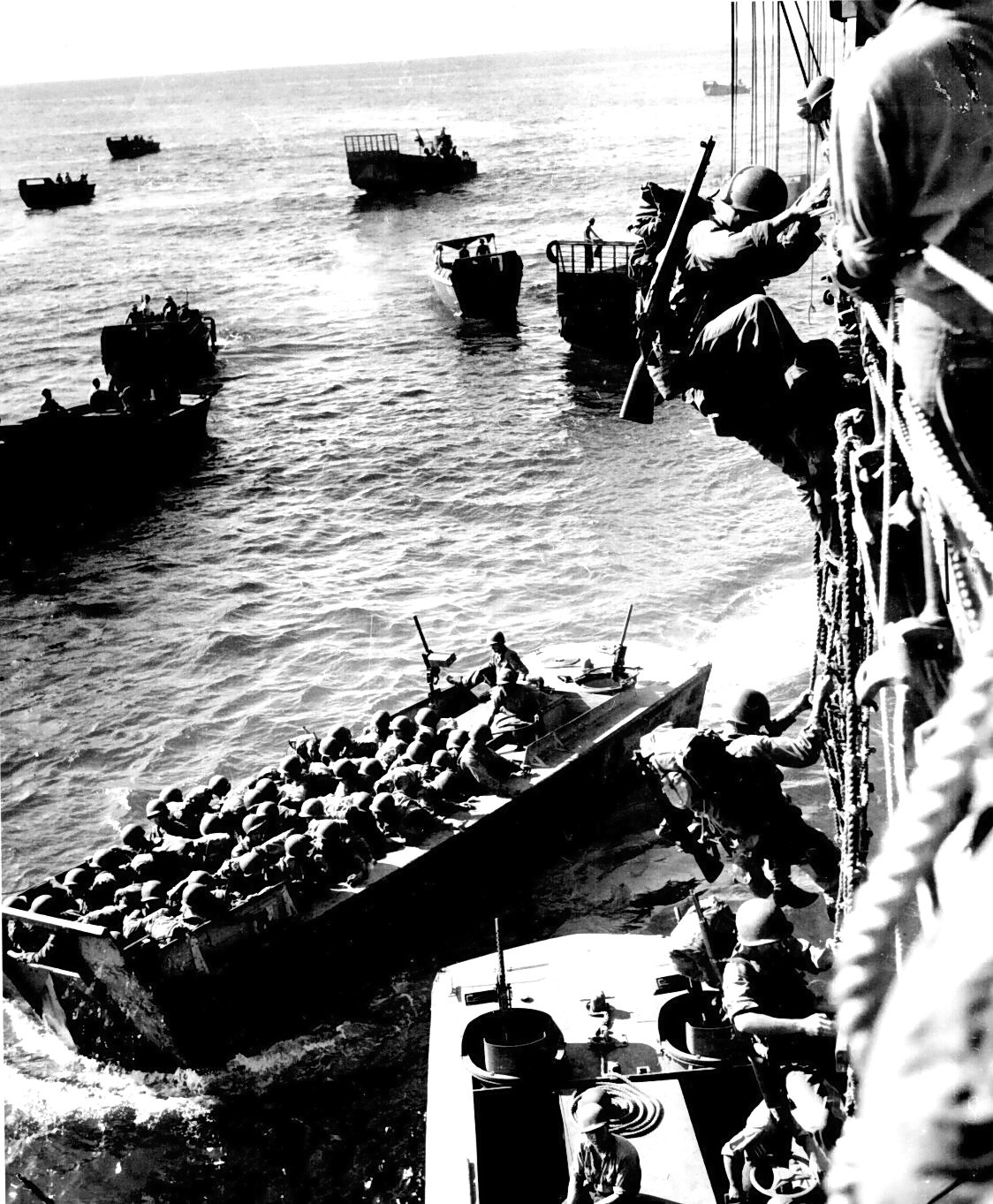
US Marines steigen während der Landung in der Kaiserin-Augusta-Bucht in ein Landungsboot.

Am 1. November begann die Operation Cherryblossom mit einer Landung der 1st Marine Division des I. Marine Amphibious Corps unter Alexander A. Vandegrift der US-Marines in der Kaiserin-Augusta-Bucht auf der Westseite von Bougainville. Die direkte Sicherung erfolgte durch die Desron 45 mit elf Zerstörern und 12 Minensuchern unter Commander Ralph Earle. Nachdem die Transporter am 1. November um 7:10 Uhr die Kaiserin-Augusta-Bucht erreicht hatten, wurde die erste Welle der Landungstruppen mit Landungsbooten an Land gebracht. Die Landezone schloss Kap Torokina und Puruata Island mit ein und reichte bis in die Koromokina Lagune. Luftunterstützung wurde durch Flugzeuge der US-Luftwaffe und der neuseeländischen Luftwaffe gegeben, die auch die japanischen Flugplätze bei Kahili und Kara angriffen. Die Marine deckte die Landung durch heftiges, letztlich aber ineffektives Geschützfeuer. Zwei Regimenter der US-Marines landeten an den Stränden von Bougainville während ein Bataillon der Marines gegen schwachen japanischen Widerstand die Insel Puruata einnahm.
Weil die Alliierten unter Konteradmiral Wilkinson einen sofortigen Gegenangriff durch die japanische Luftwaffe befürchteten, war geplant, dass die Transporter sich nach der Landung unverzüglich zurückziehen. Bei der Landung südöstlich des Kaps traten nur geringe Schwierigkeiten auf, die drei Strände direkt im Nordosten stellten sich als völlig ungeeignet für Landungsboote heraus, um an Land zu gelangen. Schwere See behinderte auch die ersten Landungen und führte zum Verlust einer großen Anzahl von Landungsbooten. Trotzdem verlief die erste Angriffswelle, die aus 7.500 Marines bestand, relativ reibungslos und landete erfolgreich um 7:30 Uhr. Während der Landung hielt das Feuer japanischer Mörser und Artillerie die Marines kurz auf und führte zu einer gewissen Desorganisation unter den landenden Truppen. Der Beschuss durch das einzige japanische 75-mm-Geschütz zerstörte vier Landungsboote und beschädigte zehn weitere, bis es ausgeschaltet werden konnte. Die Truppen stießen durch kleine trockene Landkorridore an Land und begannen, die Verteidiger aus dem dichten Buschwerk zu vertreiben. Das 2. Marine Raider Bataillon setzte Suchhunde ein, um japanische Truppen zu lokalisieren, die sich im Unterholz versteckten, und um 11:00 Uhr hatten die Marines das nur schwach verteidigte Gebiet erobert. Geringer Widerstand hielt bis zum Einbruch der Dunkelheit an, als der Brückenkopf bereits fest in alliierter Hand war.
Schon kurz nach dem Beginn der Landung griffen japanische Flugzeuge, 44 Jäger und 9 Sturzkampfbomber von Rabaul aus an. Während des Angriffes wurde die Entladung der Transporter für zwei Stunden unterbrochen und Abfangjäger zusammen mit der Luftabwehr der eskortierenden Zerstörer wehrten den wirkungslosen Angriff ab. Am frühen Nachmittag erfolgte ein zweiter Angriff mit 100 Flugzeugen von Neubritannien aus, war aber ebenfalls nicht erfolgreich. Um 17:30 Uhr nachmittags waren acht der zwölf Transporter komplett entladen. Innerhalb von acht Stunden waren 14.000 Männer und 6.200 Tonnen Material an Land gebracht worden. Diese Leistung war durch den Einsatz von Frachtnetzen zur Entladung der Schiffe möglich gewesen.

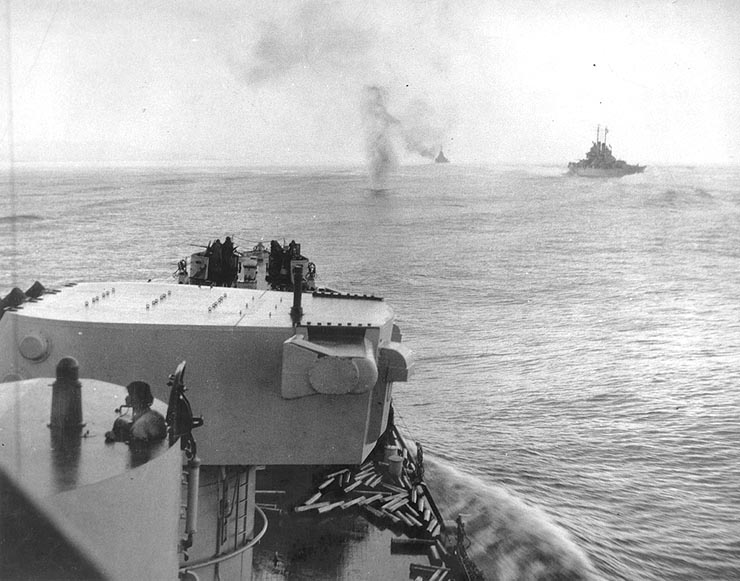
Ein japanisches Flugzeug stürzt vor dem Leichten Kreuzer Columbia während des Angriffes auf Bougainville im November 1943 ins Meer.

Als das Entladen beendet war, zog Wilkinson seine Schiffe aus dem direkten Kampfgebiet ab, weil er einen nächtlichen Angriff von japanischen Überwasserschiffen befürchtete. In der Tat alarmierten Aufklärungsflugzeuge die Task Force 39 unter Konteradmiral Merrill, der eine japanische Streitmacht aus zwei Schweren Kreuzern, zwei Leichten Kreuzern und sechs Zerstörern unter dem Kommando von Konteradmiral Ōmori Sentarō abfangen konnte. Diese Flotte war von Rabaul entsandt worden. Aus dem Zusammentreffen entwickelte sich die Seeschlacht bei der Kaiserin-Augusta-Bucht, in deren Verlauf die japanischen Streitkräfte abgewiesen wurden. Konteradmiral Ōmori wurde wegen Nichterfüllung seines Auftrages abgelöst.
In der Nacht zum 7. November landeten ein japanischer Kreuzer und einige Zerstörer insgesamt 1.175 Mann zur Verstärkung der japanischen Kräfte bei Kap Torokina und Buka und eine US-Transportergruppe mit der zweiten Welle (37. Infanteriedivision) traf in der Nacht zum 9. November vor Kap Torokina ein. Diese Gruppe wurde am 8./9. November von 26 Sturzbombern und 71 Jägern der nach Rabaul verlegten japanischen Träger und von zweimotorigen Torpedoflugzeugen der dort stationierten 11. Luftflotte angegriffen, doch nur die Transporter Fuller und President Jackson wurden beschädigt. Ein zweiter Angriff (751 Kōkūtai) richtete sich gegen die Deckungsgruppe mit den US-Kreuzern Santa Fe, Mobile, Birmingham und vier Zerstörern. Nur die Birmingham wurde durch Torpedo- und Bombentreffer beschädigt. Eine US-Transportergruppe mit der dritten Welle (21. Marines und Teile der 37. Infanteriedivision) traf in der Nacht zum 13. November unter der Deckung durch die Task Force TF.39 vor Kap Torokina ein. In der Morgendämmerung griffen Torpedoflugzeuge der Kōkūtai 702 und 751 an, doch sie erzielten lediglich einen Torpedotreffer auf dem Kreuzer Denver.

## Auswirkungen

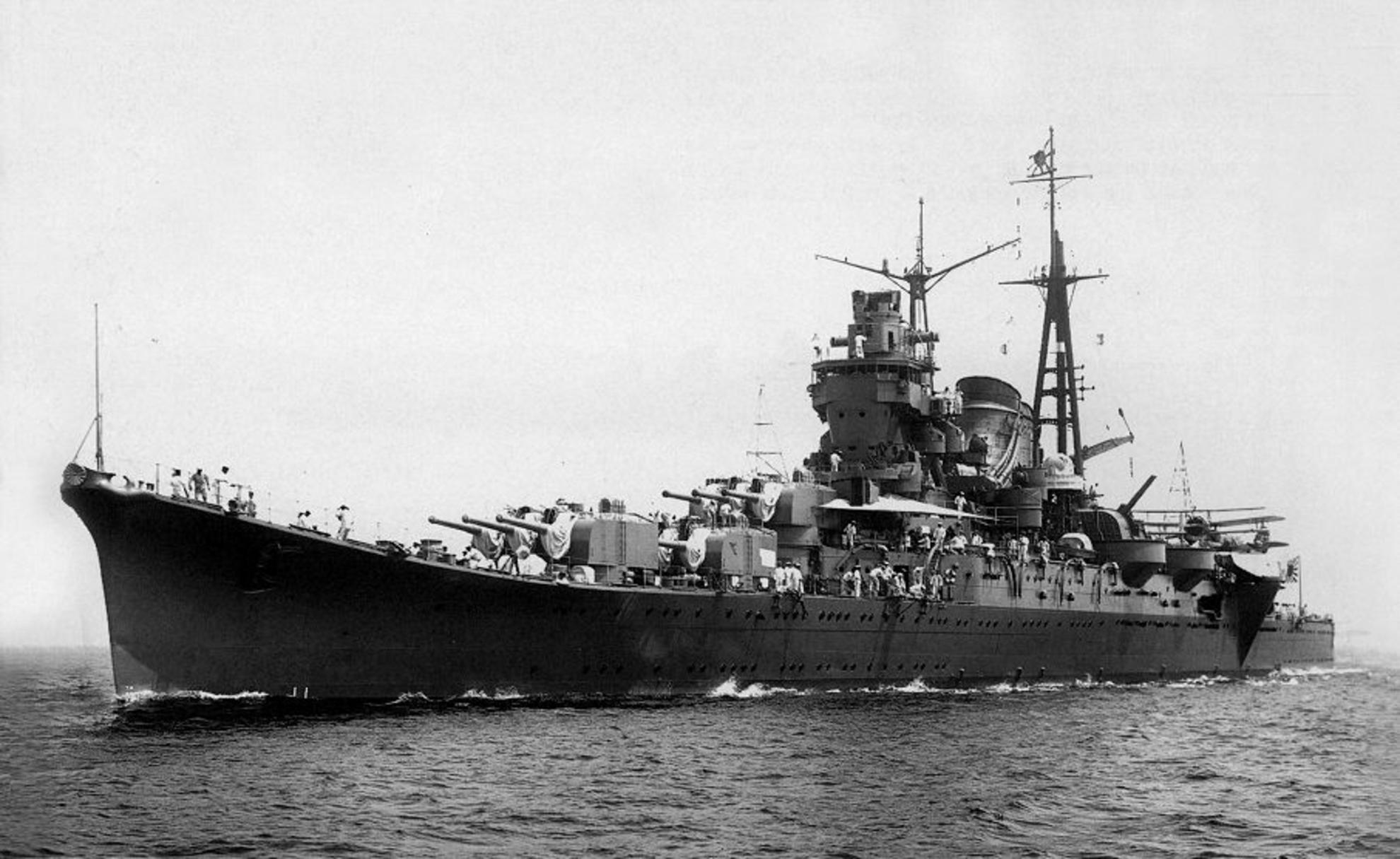
Die Mogami, einer der Schweren Kreuzer der japanischen 2. Flotte

Nach den Landungen entsandten die Japaner eine beträchtliche Seestreitmacht von Truk nach Rabaul und verstärkten die dort schon liegende Flotte. Geplant waren weitere Angriffe auf die alliierten Streitkräfte auf Bougainville. Am 3. November lief die 2. Flotte unter Vizeadmiral Kurita Takeo mit Teilen der 3. Flotte von Truk nach Rabaul aus, darunter die Kreuzer Atago, Takao, Maya, Chokai, Suzuya, Kumano, Mogami, Chikuma, Tone und Noshiro. Eine Gruppe Liberators der Fifth Air Force sichtete den Verband am nächsten Tag nördlich des Bismarck-Archipels.
Die jetzt in Rabaul liegenden Schweren Kreuzer stellten für Admiral Halsey eine ernsthafte Bedrohung für den neuen Brückenkopf in der Kaiserin-Augusta-Bucht dar. Obwohl er Bedenken hatte und schwere Verluste befürchtete, befahl Halsey Konteradmiral Frederick C. Sherman, mit den Flugzeugen seiner Träger Rabaul anzugreifen. Am 5. November starteten von den beiden Flugzeugträgern Saratoga und Princeton 97 Flugzeuge; 23 Torpedobomber, 22 Sturzkampfbomber und 52 Jagdflugzeuge. Die Japaner wurden vom Angriff völlig überrascht. Die Maschinen waren intensivem Flugabwehrfeuer ausgesetzt, aber es gelang ihnen drei Schwere und zwei Leichte Kreuzer, sowie zwei Zerstörer so schwer zu beschädigen, dass Monate vergingen, bevor einer von ihnen wieder kampffähig war. Noch am gleichen Abend traten die Kreuzer Kumano, Mogami, Suzuya, Atago, Chikuma und Tone mit einigen Zerstörern den Rückmarsch nach Truk an. Damit war die Bedrohung für Kap Torokina durch japanische Schiffe beendet. Rabaul war anschließend kein Anlaufpunkt mehr für schwere japanische Schiffe.
Auch die Luftstreitkräfte der Japaner in Rabaul wurden nach der Landung auf Bougainville aufgerüstet. Trägerflugzeuge verstärkten die in Rabaul stationierte 11. Luftflotte und führten am 5., 8., 11. und 17. November Luftangriffe auf die alliierte Flotte vor Bougainville durch. Sie erzielten einige Erfolge gegen Verstärkungskonvois, erlitten aber starke Verluste durch die schiffs- und landgestützte Flugabwehr und den Jagdschutz der Alliierten. Dies verschlechterte letztendlich die zukünftigen japanischen Marineluftoperationen und beraubte sie wertvoller Kräfte, um auf alliierte Operationen bei Makin und Tarawa zu reagieren. Auf japanischer Seite wurden die Erfolge der See-/Luftschlachten von Bougainville erheblich überschätzt. Die Flieger meldeten die Versenkung von 5 Schlachtschiffen, 10 Trägern, 19 Kreuzern, 7 Zerstörern und 9 Transportern sowie die Beschädigung von 24 weiteren Schiffen. Von den eingesetzten 173 japanischen Trägerflugzeugen gingen jedoch 121 verloren, damit war die japanische Trägerluftwaffe vorerst nicht mehr einsatzfähig.
Für die Alliierten war die Landung erfolgreich. Das Hauptziel, einen Brückenkopf zu sichern und einen Flugplatz einzurichten, wurde in den Wochen nach der Landung erreicht. Im Verlauf des November entwickelte sich die militärische Lage nach den Aktionen um die Kaiserin-Augusta-Bucht und Kap St. George Ende November zugunsten der Alliierten. Im Laufe des Novembers wurde die Truppenstärke auf der Insel laufend verstärkt und am 15. Dezember ging die Befehlsgewalt vom I. Marine Amphibious Corps an das XIV. Corps der United States Army über.

### Ausbau der Basis
Der Ausbau zu einer funktionsfähigen Basis bei Kap Torokina wurde durch acht Baubataillone (Seabees) und eine Brigade neuseeländischer Pioniere geleistet. Geplant waren drei Flugplätze und eine Schnellboot-Basis auf der Insel Puruata. Es waren aufwendige Arbeiten, weil der Untergrund sumpfig war und auch immer noch Gefahr durch Scharfschützen bestand. Das erste, kleinere Flugfeld mit einer Größe von 1.570 x 61 m war am 10. Dezember fertig und war für eine Belegung mit 35 Jagdflugzeugen oder leichten Bombern vorgesehen. In der Realität war meistens ein Mehrfaches dieser Zahl an Flugzeugen auf dem Flugplatz.

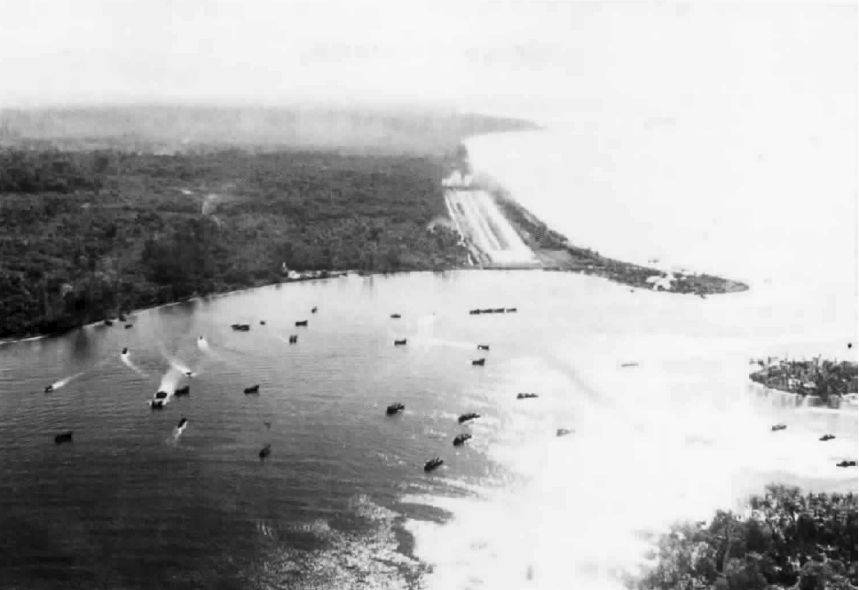
Landebahn für Jagdflugzeuge bei Torokina im Dezember 1943

Der Bau des größeren Flugplatzes Piva begann am 29. November und er wurde am 30. Dezember in Betrieb genommen, als 30 Transportflugzeuge der Army dort landeten. Dieser aufwendigere Bau beinhaltete 35 Parkmöglichkeiten für schwerere Flugzeuge, 7 Hangars und 26 andere Bauten, z. B. eine Pipeline, um Treibstoff direkt von einem Tanker in die Tanks beim Flugfeld zu transportieren. Der dritte Flugplatz für Jagdflugzeuge, mit dessen Bau am 10. Dezember 1943 begonnen wurde, wurde parallel zu dem Bomberlandestreifen angelegt, war am 3. Januar fertig und am 9. Januar landete das erste Flugzeug dort. Die beiden Flugplätze wurden später mit Rollwegen miteinander verbunden und sie nutzten gemeinsam Öltanks und andere Einrichtungen. Der Flugplatz ist heute noch als Torokina Airport in zivilem Betrieb.
Die Schnellboot-Basis auf Puruata bestand aus hölzernen Piers und Liegeplätzen für 18 kleine Schiffe. Außerdem wurden Rettungsschiffe eingesetzt, die abgestürzte Piloten bargen oder auch Mannschaften von Schnellbooten in Seenot. Außerdem gab es Unterkünfte und Messen für die Besatzungen sowie ein Notfallkrankenhaus auf Puruata. Das Hauptkrankenhaus befand sich auf Bougainville.

### Erweitern des Brückenkopfes
Bis zum Jahresende von 1943 gab es einige Gefechte während der Sicherung des Brückenkopfes. Das erste war die Schlacht bei der Koromokina Lagune, eine japanische Landung von Teilen der 17. Division der Kaiserlich Japanischen Armee wurde abgewehrt. Kurz danach wurde bei der Schlacht am Piva Trail ein weiterer japanischer Angriff der 17. Division zurückgeschlagen. Langsam erweiterten die US-Truppen den Brückenkopf, obwohl sie bei einem Überfall auf Koiari im Süden des Landungsbereiches einen Rückschlag erlitten. Die sogenannte Americal Division löste im Dezember 1943 die Marines auf Bougainville ab. Am 15. Dezember ging die Verantwortung für den Bereich Torokina an Generalmajor Oscar Griswolds XIV Korps über.
In der Annahme, dass die Landung bei Torokina lediglich ein Ablenkungsmanöver war und eine stärkere Landung bei Buka folgen würde, verstärkte General Imamura Hitoshi die Truppen im Norden von Bougainville, statt eine starke Gegenoffensive gegen die US-Truppen im Süden der Insel durchzuführen. Als sich herausstellte, dass diese Einschätzung falsch war, waren die Bedingungen für einen erfolgreichen Gegenangriff nicht mehr erfüllt und General Hyakutake Seikichi wurde befohlen, seine Pläne zu verschieben. Im März 1944 führten die japanischen Truppen einen Gegenangriff gegen den amerikanischen Brückenkopf durch, der allerdings unter starken Verlusten der japanischen Armee zusammenbrach. Danach trat auf Bougainville eine Kampfpause ein, bis gegen Ende 1944 australische Truppen die Stellungen übernahmen. Von Ende 1944 bis 1945 arbeiteten die Australier daran, die Kontrolle über die Insel von den Japanern zu sichern. Sie starteten eine Reihe von Aktionen, um die nördlichen, zentralen und südlichen Sektoren zu besetzen. Letztendlich war dieses bis zum Ende des Krieges im August 1945 nur teilweise gelungen. Die Australier waren bis zur Bonis-Halbinsel im Norden vorgedrungen und erreichten eine Position kurz vor Buin im Süden.